# Retta di Soddy
In geometria la retta di Soddy, che prende il nome dal fisico britannico Frederick Soddy, è la retta passante per vari punti notevoli di un triangolo, tra cui l'incentro, il punto di Gergonne, il punto di de Longchamps, il punto di Fletcher, i due centri di Soddy, i due punti di Eppstein, i due punti di Rigby, i due punti di Griffiths.
È ortogonale alla retta di Gergonne, che interseca nel punto di Fletcher, e interseca la retta di Eulero nel punto di de Longchamps.